# Glacera Gangotri
La Glacera Gangotri està situada al districte d'Uttarkashi, Uttarakhand, regió de l'Índia que fa frontera amb el Tibet. Aquesta glacera, font del Ganges, és una de les més grans a l'Himàlaia amb un volum aproximat de més de 27 km³. La glacera té aproximadament 30 quilòmetres de llarg i de 2 a 4 km d'ample. Al voltant de la glacera hi ha els cims del grup Gangotri, que inclouen uns quants cims notables per les seves rutes d'escalada extremadament desafiants, com Shivling, Thalay Sagar, Meru, i Bhagirathi III. Flueix aproximadament cap al nord-oest, originant-se en un circ per sota del Chaukhamba, el cim més alt del grup.
Gomukh, Goumukh o Gaumukh, que és al voltant de 18 km de la ciutat de Gangotri, és la font precisa del riu Bhagirathi, un afluent important del Ganges. Si s'ascendeix la glacera fins als 4.460 metres, es troba la prada de Tapovan, escenari de gran bellesa des d'on s'alça la mola piramidal de la muntanya Shivling, els 6.543 metres del qual són la representació més rotunda del lingam (fal·lus) de Xiva.
La glacera ha anat retrocedint constantment des que es van iniciar les mesures, el 1780. Entre 1936 i 1996 les dades mostren una recessió de 1.147 metres, amb una mitjana de 19 metres/any. Amb tot, durant els darrers 25 anys del segle xx, ha retrocedit més de 850 metres (34 metres per any), i 76 metres entre 1996 i 1999 (25 metres per any).

## Hinduisme
Per als hindús, un viatge fins al naixement del riu sagrat equival a una superació de la mort, un retorn a l'origen. Les seves aigües són com la llet que emana de la terra fertilitzant-la, per
això el lloc on comença el seu recorregut s'anomena Gomukh, "boca de vaca" en hindi.